# 빅 코믹
《빅 코믹》(일본어: ビッグコミック 빗구코밋쿠[*])은 1968년 2월 29일부터 쇼가쿠칸에서 발행된 일본의 청년 만화 잡지이다. 원래는 월간 잡지로 창간되었으나, 1968년 4월에 10일과 25일에 발행되는 것으로 변경되었다. 자매 잡지인 《빅 코믹 오리지널》과 함께 짝을 이루며, 《빅 코믹 오리지널》이 발행되지 않는 주에 발행된다. 
테즈카 오사무, 이시노모리 쇼타로, 시라토 산페이, 사이토 타카오, 후지코 후지오 A, 후지코 F. 후지오, 치바 테츠야 등 유명한 만화가의 작품을 출판하였다. 또한 가장 오래된 만화 시리즈인 사이토 타카오의 《고르고13》이 연재된다. 
잡지의 커버에는 삽화가 히구라시 슈이치가 그린 유명 인물의 캐리커처가 40년 넘게 실렸다. 히구라시의 그림은 1970년부터 2011년까지 《빅 코믹》의 커버에 실렸고, 히구라시는 2011년 가을에 건강 악화를 이유로 은퇴하였다. 

## 같이 보기
- 고르고13